# Coelioxys manilae
Coelioxys manilae är en biart som beskrevs av William Harris Ashmead 1904. Coelioxys manilae ingår i släktet kägelbin, och familjen buksamlarbin. Inga underarter finns listade i Catalogue of Life.